# Lila sapbekertje
Het lila sapbekertje (Phaeohelotium lilacinum) is een schimmel behorend tot de familie Helotiaceae. Hij leeft saprotroof op verrot beukenhout en zeldzamer op op verrot zeldzamer op kruidachtige planten.

## Kenmerken
De apothecia hebben een diameter van 1 tot 2 mm.
De asci hebben een amyloïde apex en meten 125 × 10–12. De ascosporen zijn glad, met oliedruppels en meten  14–20 × 5–8 µm lang. 

## Verspreiding
In Nederland komt het lila sapbekertje uiterst zeldzaam voor. 